# 1935

## Події
- 10 липня — Постанова РНК СРСР та ЦК ВКП(б) «Про генеральний план реконструкції Москви».
- 5 листопада — відкриття тролейбусного руху в Києві.
- 18 листопада — в Ризі відкрито Монумент Свободи.
- 15 червня — вбито міністра внутрішніх справ Польщі Броніслава Перацького.
- 25 грудня — стала до ладу перша електрифікована дільниця залізничної лінії Довгинцеве — Запоріжжя.
- 1935 —1936 — Варшавський судовий процес над ОУН.

### Наука
- Юкава Хідекі створив першу теорію сильної взаємодії (див. Потенціал Юкави).
- Фріц та Гайнц Лондони побудували першу теорію надпровідності (див. рівняння Лондонів)

## Виробництво
1935 — Пол Сперрі винайшов топсайдери — нековзке взуття для яхтингу і морських прогулянок.

## Народились
Дивись також Категорія:Народились 1935
- 4 січня — Флойд Паттерсон, американський боксер
- 8 січня — Василь Симоненко , український поет (пом.в 1963).
- 8 січня — Елвіс Преслі, американський рок-співак, легенда рок-н-ролу
- 31 січня — Кендзабуро Ое, японський письменник
- 12 лютого — Рей Манзарек, американський рок-музикант.
- 31 березня — Річард Чемберлен, американський кіноактор
- 1 квітня — Вадим Крищенко, український поет-пісняр. Народний артист України.
- 19 квітня — Дадлі Мур, американський актор.
- 29 квітня — Отіс Раш, американський блюзовий музикант
- 26 травня — Чумак Алан Володимирович
- 6 червня — Тензін Г'ятсо, 14-й Далай Лама, духовний лідер тибетських буддистів
- 11 червня — Джин Уайлдер, актор
- 18 червня — Юрій Мефодійович Соломін, російський актор, режисер
- 21 червня — Франсуаза Саган, французька письменниця
- 8 липня — Віталій Севастьянов, льотчик-космонавт СРСР і російський політик
- 9 липня — Мерседес Соса, аргентинська співачка, знана як «голос Латинської Америки»
- 12 липня — Ван Кліберн, американський піаніст-віртуоз
- 12 липня — Вадим Гетьман, український політик, економіст, банкір та фінансист (пом.в 1998).
- 17 липня — Дональд Сазерленд, канадський актор
- 19 липня — Василь Ліванов, російський актор, кінорежисер.
- 17 серпня — Табаков Олег Павлович, російський театральний і кіноактор, режисер
- 30 серпня — Джон Філліпс, співак, засновник групи The Mamas and the Papas
- 31 серпня — Елдридж Клівер, революціонер, міністр інформації Партії чорних пантер
- 2 вересня — Валентин Гафт, російський актор
- 11 вересня — Титов Герман Степанович, радянський космонавт
- 17 вересня — Кен Кізі, американський письменник
- 29 вересня — Джеррі Лі Льюіс, американський музикант, співак, піонер рок-н-ролу
- 1 жовтня — Джулі Ендрюс, американська кіноакторка
- 1 жовтня — Гвідо Альфонс Цех, швейцарський лікар
- 3 жовтня — Армен Джигарханян, російський актор
- 12 жовтня — Лучано Паваротті, італійський оперний співак
- 13 жовтня — Савелій Крамаров, комедійний актор
- 13 жовтня — Олексій Козлов, російський джазовий музикант
- 22 жовтня — Борис Олійник, український поет і державний діяч (пом.в 2017).
- 8 листопада — Ален Делон, французький актор
- 11 листопада — Бібі Андерсон
- 12 листопада — Людмила Марківна Гурченко, російська акторка
- 14 листопада — Хусейн I, король Йорданії (1953—1999)
- 23 листопада — Володимир (митрополит), митрополит Київський і всієї України (з 1992)
- 30 листопада — В'ячеслав Невинний, російський актор
- 1 грудня — Вуді Ален, американський актор,
- 1 грудня — Брюханов Віктор Петрович, директор ЧАЕС
- 12 грудня — Віктор Скопенко, український науковець та педагог, багаторічний ректор Київського національного університету імені Тараса Шевченка (пом.в 2010).
- 30 грудня — Аарон Мануель, індійський шахіст
- 30 грудня — Омар Бонго, президент Габону у 1967—2009.

## Померли
Дивись також Категорія:Померли 1935
- 7 березня — Леонід Федоров, екзарх Російської греко-католицької церкви, мученик за віру
- 21 травня — Джейн Аддамс, американський соціолог і філософ, лауреат Нобелівської премії миру 1931 року
- 30 травня — Ольга Рошкевич, українська перекладачка, збирачка фольклору, перше кохання Івана Франка.
- 30 серпня — Анрі Барбюс, французький письменник
- 10 вересня- Х'юї Лонг, американський політичний діяч, сенатор від штату Луїзіана,

## Нобелівська премія
- з фізики: Джеймс Чедвік — «За відкриття нейтронів»
- з хімії: Фредерік та Ірен Жоліо-Кюрі — «За виконаний синтез нових радіоактивних елементів»
- з медицини та фізіології: Ганс Шпеман — «За відкриття організуючих ефектів ембріонального розвитку»
- з літератури: не присуджували
- премія миру: Карл фон Осецький — «За боротьбу з мілітаризмом в Німеччині»